# Byron Fernando Larios López
Byron Fernando Larios López (Metapán, 1942-2022) fue abogado y diplomático salvadoreño.

## Carrera
Nació en Metapán, el año de 1942, es hijo de Zoila Aminta López y José Rafael Larios y sus hermanos son Rafael Humberto, Leonel José, Daysi Rhina y José Rafael Larios López.
En 1974 fue asesor jurídico en la Oficina del Fiscal de Distrito en San Salvador (El Salvador) y como un juez.
Entre 1981 y 1985 tenía Exequatur como Cónsul General en San Francisco, posteriormente de 1985 a 1986 tenía Exequatur como Cónsul General en Nueva Orleans, Luisiana.
Para 1986 y hasta 1989 se desempeñó como embajador en Quito, Ecuador. Su carrera continuaría en 1989, cuando fue designado embajador en Santo Domingo, en República Dominicana, con coacredición en Puerto Príncipe, Haití, hasta 1992. Fue trasladado ese último año para ocupar el cargo de embajador en Tegucigalpa, Honduras, hasta 1995, cuando es designado embajador en Lima, Perú, con acreditación en La Paz, Bolivia hasta el 2000. Ese año es destinado a Suecia, donde abrió la primera Embajada de El Salvador en Suecia. Donde fue embajador hasta el 2004, durante este tiempo también fue Embajador en Dinamarca, Finlandia, Noruega, Estonia, Islandia, Letonia y Lituania.
El 8 de septiembre de 2004 fue acreditado como representante permanente de El Salvador ante la Oficina de las Naciones Unidas en Viena. Hasta el 9 de mayo de 2007 fue embajador en Viena y Ginebra. Se retiró en 2012.